# کف‌صابون
کف‌صابون (انگلیسی: Suds) یک فیلم صامت کمدی به کارگردانی جان فرانسیس دیلان است که در سال ۱۹۲۰ منتشر شد. این فیلم بر پایه نمایشنامه ای از فردریک فن ساخته شد.

## بازیگران
- مری پیکفورد
- آلبرت آستین
- هارولد گودوین
- جوآن مارش
- رز دیون
- داروین کار
- تئودور رابرتز

## حق تکثیر
این فیلم در مالکیت عمومی قرار دارد و دانلود آن از طریق بایگانی اینترنتی، برای عموم آزاد است.